# Almvik (Malmö)
Almvik is een deelgebied (Delområde) in het stadsdeel Fosie van de Zweedse stad Malmö. De wijk telt 3.529 inwoners (2013) en heeft een oppervlakte van 0,75 km². Almvik bevat geen scholen en bestaat voornamelijk uit flats die in de jaren 70 van de twintigste eeuw gebouwd zijn.